# روبرت يو
روبرت يو (بالإنجليزية: Robert Yeo)‏ هو كاتب مسرحي سنغافوري، ولد في 1940.